# Katastrofa lotu AVAir 3378
Katastrofa lotu AVAir 3378 – katastrofa lotnicza, która wydarzyła się 19 lutego 1988 roku. Przyczyną był kontrolowany lot ku ziemi – sytuacja, kiedy pilot doprowadza do katastrofy całkowicie sprawnego technicznie samolotu.

## Samolot
Samolotem był Fairchild Swearingen Metro III linii lotniczych American Eagle, z numerami rejestracyjnymi N622AV.

## Przebieg lotu
Lot 3378 wystartował z międzynarodowego portu lotniczego Raleigh-Durham o godzinie 22:25 czasu lokalnego. Chwilę potem samolot zniknął z radarów i nie było z nim łączności radiowej. Samolot uderzył w taflę wody zaledwie 30 metrów od brzegu, dlatego było jeszcze widać płonące szczątki. Pożar wciąż podsycany był naftą lotniczą. O 22:45 na lotnisku został ogłoszony alarm. Maszyna uległa całkowitej dezintegracji - zostały z niej drobne kawałki.

## Badanie przyczyn
13 grudnia 1988 roku Narodowa Rada Bezpieczeństwa Transportu (NTSB) wydała oficjalny raport w sprawie katastrofy lotu AVAir 3378. Przyczyną katastrofy był kontrolowany lot ku ziemi oraz niewystarczające szkolenie wykonane przez AVAir dla swoich pilotów.